# فلسفه علم
فلسفهٔ علم، گرایشی از فلسفه است که به بررسی پیش‌فرضهای علم و چیستی گزاره‌های علمی و تغییر در مفاهیم و مسائل (مانند روش‌شناسی، ارزش گزاره‌ها و کارایی آن‌ها و گونه‌های پیکره‌بندی و…) علوم گوناگون می‌پردازد. در واقع فلسفهٔ علم، دانش «مطالعه علوم» است. فلسفهٔ علم، از لحاظ علمِ مورد بررسی، به زیر گرایش‌های گوناگونی از جمله: فلسفه ریاضیات، فلسفه فیزیک، فلسفه علوم کامپیوتر، فلسفهٔ زیست‌شناسی، مکانیک کوانتومی، نسبیت و… تقسیم می‌گردد. فلسفهٔ علم ارتباط تنگاتنگی با دیگر مباحث فلسفهٔ تحلیلی مانند فلسفهٔ ذهن، فلسفهٔ زبان، فلسفهٔ منطق، فلسفهٔ مهندسی و… دارد.

## پیدایش فلسفه علم
به صورت خلاصه، فلسفه علم پیامدهای فکری-فلسفی علوم را از جنبه‌های گوناگون تاریخی، منطقی و روش‌شناسی تحلیل و بررسی می‌کند. تحولاتی که پس از قرن ۱۶ و ۱۷ میلادی با ظهور دانشمندانی نظیر گالیله، نیوتن و کپلر آغاز گردید و با ماکسول، فارادی، پلانک، هایزنبرگ و اینشتین ادامه پیدا کرد و فهم انسان از جهان را به‌صورت بنیادین تغییر داد و زیر و رو کرد. این تحول بزرگ گرچه در حیطهٔ علم رخ داد، اما تبعات فکری و فلسفی بسیاری نیز به همراه داشت. پای تحولات علمی در زیست‌شناسی و شیمی، در فیزیک و کیهان‌شناسی و حتی در ژنتیک و علوم کامپیوتر و… به حیطه فلسفه هم باز شد و پرسش‌های جدید فلسفی ایجاد کرد که تا پیش از آن وجود نداشتند.
پس از جنگ جهانی دوم، فلسفه علم به صورت یک رشته تحصیلی مستقل درآمد و فیلسوفان علم به‌ویژه پیروان بازسازی منطقی کوشیدند تا با استفاده از ابزار منطقی ریاضی به کاوش و تحلیل دقیق مفاهیم علمی و مسائل فلسفی ناشی از آنها بپردازند. شاید الگو اسوهٔ همه آنها کارل همپل بود که با ذهنی دقیق و منطقی و با نثری روان، شیوا و بدون ابهام کوشید تا دستگاهی فکری و فلسفی از علم ارائه دهد که سادگی و نمادین بودن آن دو جنبه مهم محصول وی بود.
فلسفهٔ علم نسبت به بسیاری از شاخه‌های دیگر، فلسفه بسیار تازه و جوان است. اگر برخی از اظهارِ نظرهایِ ارسطو، فرانسیس بیکن در قرنِ شانزدهم، و تعدادِ اندک‌شماری از متفکرانِ قرنِ نوزدهم مانندِ جان استوارت میل، ویلیام هیول، و جان هرشل را استثناء کنیم، بحث‌هایِ جدی، متمرکز و مفصل در این عرصه را نخستین بار پوزیتیویست‌هایِ منطقی در قرنِ بیستم گسترش دادند. بعدها بحث‌ها در موافقت و مخالفت با فرانسیس بیکن و استقراگرایان و نیز با پوزیتیویست‌هایِ حلقهٔ وین منجر به پیدایشِ مکاتبِ بسیار مهمِ دیگری در فلسفهٔ علم گردید. ابطال‌گرایی، واقع‌گرایی (یا: راستین‌گرایی - رئالیسمِ علمی)، و نسبی‌گرایی از آن جمله هستند.

## موضوع و گستره فلسفه علم
«اساساً فلسفهٔ علوم، دربردارندهٔ همه مباحثی می‌شود که از عوارض ذاتی موضوع یعنی «علم و علوم» بحث می‌کند. فلسفهٔ علم در جانمایه اولیه یک علم هنجاری نیست و اگر بخواهد لیاقت و کفایت خود را در توصیف علم نشان دهد، به هیچ رو نمی‌تواند بحث از هستی‌شناسی علم را به علمی دیگر بسپارد. چرا که بخش مهمی از مسایل بنیادین علم (چه به مثابه علم مفرد و چه علم شاخه‌ای) هستی‌شناسی علم است. گو اینکه حیث حکایت گری و نیز تعاملات مفاهیم و ساختار آن و نیز روش‌شناسی علوم حتماً به‌طور انضمامی به مبحث هستی‌شناسی مربوط و موکول می‌شود. اگر چه مثلاً مباحث دامنه‌داری در مورد تعاملات عصب شناختی و فعالیت سلول‌های مغز و ساختار قوای ظاهری‌شناختی یا تجرد نفس و افاضه و مانند آن را نمی‌توان بخشی از فلسفهٔ علم دانست. امّا در هر حال و به ناچار برخی از همین مباحث نیز باید به‌طور مشترک حل و فصل شوند. بررسی وجههٔ اجتماعی علوم (علم به مثابه یک پدیده اجتماعی) نیز دربردارندهٔ مباحث عریض و طویل جامعه‌شناختی نیست و اما چون علم، خودش یک پدیدهٔ اجتماعی است، باید توصیف علمی آن در فلسفهٔ علم صورت پذیرد. جامعه‌شناس هم وقتی به انواع پدیده‌های اجتماعی می‌پردازد، بی‌شک به این علم، به مثابهٔ نهاد و پدیدهٔ اجتماعی می‌نگرد و به آن می‌پردازد، اما نگرانی‌های فیلسوف علم را ندارد. الکساندر برد این تمایز را چنین برجسته کرده است: «پرداختن به این پرسش که چرا شناخت علمی در فلان هنگام و در بهمان جای سر برآورده، کار مورخ و جامعه‌شناس علم است. کار ما در جایگاه فیلسوف این نیست که بپرسیم شناخت علمی از کجا آمده است، بلکه باید نگاه خویش را باریک‌بینانه به خودِ شناخت علمی بدوزیم و بپرسیم: شناخت علمی چیست؟ آیا به راستی شناخت علمی همان‌گونه است که در آغاز به چشم می‌آید؟». پس فلسفه علم دربردارندهٔ هر گونه بحث در مورد مسایل بنیادین علم و علوم می‌شود. کافی است کوشش ما در راستای تبیین روشمند علم باشد (مثلاً دانستن، شناخت و افزار شناخت، یقین، گمان‌های در حکم یقین، صدق، انسجام، موجّهیت، ارزیابی گونه‌های معرفت و تعیین ملاک صحت و خطای معرفت، بررسی علم به معنای شاخه علمی، روش‌ها و منطق اکتشاف و گردآوری و داوری و تبیین و اوضاع و ادوار و اطوار معرفت، تحلیل تاریخ علم، بررسی نظرّیه‌های گوناگون در همین حوزه‌ها و هر نهادهٔ علمی موجّهی که در مورد علوم بشری چیزی برای عرضه دارد) همچنین آن دسته مطالعات حوزه‌بندی شدهٔ فلسفه علم؛ مانند معرفت شناسیِ علوم طبیعی یا ریاضیات، منطق، مباحث درجهٔ دومی معرفت دینی و… همه از جنس فلسفهٔ علم است؛ بنابراین احتمالاً تعبیر «فلسفهٔ معرفت‌شناسی» بی‌معنا است. چرا که هر آنچه در فلسفه معرفت‌شناسی، به فراچنگ بحث کنندگان آن می‌آید، باید در معرفت‌شناسی مورد بررسی قرار گیرد. به خلاف «معرفت‌شناسی فلسفه» که کوششی برای تبیین چگونگی برساخته شدن فهم‌های هستی‌شناختی ما است.

## نام‌هایِ ماندگار در فلسفهٔ علم
- ایزاک نیوتن (Isaac Newton)
- رودلف کارناپ (Carnap)
- هانس رایشنباخ (Reichenbach)
- ویتگنشتاین (Wittgenstein)
- همپل (Hempel)
- کواین (Quine)
- پوپر (Popper)
- توماس کوهن (Kuhn)
- لاکاتوش (Lakatos)
- فایرابند (Feyerabend)
- پاتنم (Putnam)
- ون فراسن (Van Fraassen)
- آلبرت اینشتین

### روش‌شناسی
یکی از بحث‌هایِ اساسی در تحلیلِ فلسفیِ علم این است که علم از چه روشی در شناختِ جهان استفاده می‌کند، این روش چه ارزیابیِ فلسفی‌ای دارد، و ما را به چه دانشی از جهان می‌رساند. به مجموعهٔ این مباحث روش‌شناسی (methodology) گفته می‌شود.

#### استقرا گرایی
معمولاً نخستین برداشتی که انسان از روشِ کسبِ دانشِ علمی و ماهیتِ آن دارد این است که دانشمندان با نگاهِ دائمی به طبیعت، مشاهداتِ خویش را بدونِ دخالتِ سلیقه و باورهایِ شخصی و خرافات یادداشت می‌نمایند. سپس دانشمندان دست به تعمیم‌هایی در آن گزاره‌ها زده و گزاره‌هایی کلی‌تر به دست می‌آورند که می‌توان قانونِ علمی نامید.
این دیدگاه که احتمالاً نخستین رویکردِ بیش‌ترِ انسان‌هاست، قدیمی‌ترین دیدگاهِ فلاسفه دربارهٔ علم نیز بوده‌است.

### استقرا
ارسطو در کتاب ارگانون (ارغنون)، که کتابِ بزرگِ وی در زمینهٔ منطق و فلسفهٔ منطق است، به بررسیِ انواعِ استدلال پرداخته و دو نوعِ اساسیِ استدلال را از یکدیگر جدا می‌کند:
۱- قیاس یا استنتاج (deduction): استنتاج نوعی از استدلال است که با داشتنِ مقدماتِ آن داشتنِ نتیجه ضروری می‌گردد. در این نوع استدلال می‌توان از مقدماتِ کلی به نتایجِ جزئی رسید، اما عکسِ این عمل امکان‌ناپذیر است. به‌علاوه واضح است که ضرورت نتیجه به این معناست که نمی‌توان از مقدمات صادق به نتایج کاذب رسید. استدلال‌های زیر از نوع استنتاج هستند:
- همهٔ ایرانی‌ها ملی‌گرا هستند.
- فرهاد ایرانی است.

نتیجه: فرهاد ملی‌گرا است.
یا:
- اگر باران ببارد زمین خیس می‌شود.
- باران می‌بارد.

نتیجه: زمین خیس می‌شود.
۲-استقراء (induction): استقراء، رسیدن به نتیجهٔ کلی از طریقِ مشاهداتِ جزئی و مکرر است. این نوع از استدلال با استنتاج فرقِ اساسی دارد، زیرا می‌توان از جزئی به کلی رسید، با داشتنِ مقدمات نتیجه ضروری نمی‌گردد، و می‌توان از مقدماتِ صادق به نتیجهٔ کاذب رسید. به مثالِ زیر توجه کنید:
حسن ملی‌گرا است.
علی ملی‌گرا است.
رضا ملی‌گرا است.
نتیجه: همهٔ ایرانی‌ها ملی‌گرا هستند.
همان‌طور که دیده می‌شود با وجودِ مقدمات نتیجه ضروری نمی‌گردد. تنها نوعِ استقراء که در آن چنین ضرورتی وجود دارد استقرایِ کامل است: فرض کنید در اتاقی ده نفر حضور دارند و فرض کنید یک نظرسنجی از همهٔ آن‌ها نشان می‌دهد که همه ملی‌گرا هستند. دراین‌صورت می‌توان گفت: «همهٔ افرادِ این اتاق ملی‌گرا هستند». این نتیجه‌گیری با این که از جنسِ استنتاج نیست اما ضرورتاً صحیح است. اما در بیش‌ترِ موارد دسترسی به همهٔ موارد وجود ندارد، به ویژه اگر موضوعِ موردِ بررسی بتواند در آینده نیز پیش آید. حتی اگر همهٔ کلاغ‌هایِ امروزی را دانه به دانه بررسی کنیم و مشاهده کنیم که همگی سیاه هستند نمی‌توان نتیجه گرفت که «همهٔ کلاغ‌ها سیاه هستند» زیرا این حکم کلاغ‌هایِ آینده را نیز شامل می‌شود.
در ادامه اشکالاتِ استقراء و استقرا گرایی را بررسی خواهیم نمود، اما در این‌جا اشاره به این نکته مفید است که با وجودِ همهٔ اشکالات، اگر استقراء نباشد احتمالاً یکی از قوی‌ترین راه‌هایِ به دست آوردنِ گزاره‌هایِ کلی از دست می‌رود، و چنانچه این گزاره‌ها نباشند احتمالاً مصادیقِ زیادی از استدلال‌هایِ استنتاجی نیز از بین می‌روند (زیرا در استنتاج مقدمات کلی هستند).
۳-ربودن (Abductive reasoning): «ربودن» در واقع نوعی حدس زدن است. این نوع از استدلال در تقسیم‌بندیِ ارسطو وجود ندارد، اما در فلسفهٔ علمِ جدید بسیار اهمیت دارد. نامِ دیگرِ این استدلال استنتاجِ بهترین تبیین است. تبیینِ (explanation) یک پدیده عبارت است از بیانِ علل و عواملِ رخ دادنِ آن پدیده به‌طوری‌که رخ دادنِ آن توجیه گردد. از دیدِ بسیاری از فلاسفه یکی از اهدافِ اساسی و محوریِ علم به‌طورِ کلی تبیینِ پدیده‌ها ست. ربودن یا استنتاجِ بهترینِ تبیین عبارت است از رسیدن به یک (بهترین) فرضیه از یک مجموعه از مشاهدات. این استدلال به این ترتیب است:
مشاهدهٔ O برقرار است.
فرضیهٔ H مشاهدهٔ O را تبیین می‌کند.
فرضیهٔ H بهترین فرضیه از میانِ رقیبان‌اش است.
نتیجه: H صادق است.
این شکلِ استدلال - که بحث‌هایِ مفصلی را در فلسفهٔ علم به خود اختصاص داده‌است-، نیز از نوعِ استدلال‌هایِ غیرِالزام‌آور است، یعنی داشتنِ مقدمات داشتنِ نتیجه را ضروری نمی‌کند.

### روش‌شناسیِ استقرا گرایانه
حال که با ماهیتِ استدلالِ استقرایی آشنا شدیم می‌توانیم ببینیم استقرا گرایی به چه معنا ست.
مسلم است که در علم از استدلالِ استنتاجی استفاده می‌شود. تمامِ استدلال‌هایِ منطقی و ریاضی - که مثلاً در فیزیک کاربردِ عمده دارند - از جنسِ استنتاج هستند. اما دیدیم که استنتاج نمی‌تواند برایِ ما قوانینِ کلی پدیدآورد (ممکن است گفته شود قوانینِ منطق کلی هستند؛ اما اولاً این قوانین بر استنتاج حاکم اند نه این که خود مبتنی بر استنتاج باشند، و ثانیاً این قوانین غیرِ تجربی اند، در حالی که قوانینِ فیزیک تجربی‌اند). پس علوم قوانینِ کلی را از کجا می‌آورند؟ باید چیزی بیش از استنتاج بر علم حاکم باشد، وگرنه علمی وجود نخواهد داشت.
فرانسیس بیکن فیلسوفِ قرنِ شانزدهمِ میلادی نخستین کسی بود که استقراء را پیشنهاد داد. او معتقد بود که:
1. استقراء باید در علومِ طبیعی به کار رود تا قوانینِ کلی پدید آیند.
2. استقراء یک شیوهٔ استدلالِ موجه و معقول است.

بیکن به دانشمندانِ آینده توصیه نمود (در زمانِ بیکن در واقع هنوز دانشمندی به معنایِ مدرن وجود نداشت، و به‌همین‌دلیل شاید بتوان بیکن را پیامبرِ علم نامید) که هرچه می‌توانند داده جمع‌آوری کنند، و جداولی طراحی کنند که این داده‌ها به‌طورِ منظم در آن‌ها قرار داده شده‌اند. بدین‌ترتیب قانونِ علمی خودبه‌خود از دلِ داده‌ها بیرون خواهد آمد. در واقع می‌توان نظمِ حاکم بر داده‌ها را کشف نمود و سپس آن را در یک استدلالِ استقرایی تعمیم داد.
هدفِ علم از نظرِ بیکن دو چیز بود: علمِ مطلق و قدرتِ مطلق. دو آرزویِ بزرگی که علم برایِ بشر برآورده خواهد نمود.
مثال‌هایی از اکتشافاتِ علمی در تاریخ وجود دارد که گویا کاملاً با روشِ بیکن انجام شده‌اند. تیکو براهه منجمِ هلندی که استادِ کپلر فیزیکدانِ مشهورِ آلمانی بوده‌است رصدهایِ متعددی دربارهٔ مکانِ سیاراتِ منظومهٔ شمسی انجام داد که داده‌هایِ فراوانِ حاصل از آن‌ها اساسِ قوانینِ سه‌گانهٔ کپلر را فراهم آورد.
پوزیتیوست‌هایِ منطقی به معنایِ دقیقِ کلمه «استقرا گرا» نبودند، مگر آن که واژه را به معنایِ متفکری به کار ببریم که صرفاً استقراء را مجاز می‌داند، و دربارهٔ مبانیِ منطقیِ آن تئوری می‌پردازد.

### مشکلاتِ استقرا گرایی
استقرا گرایی با وجودِ جذابیت‌اش دچارِ مشکلاتِ بسیاری است. دیدیم که بیکن دو اعتقاد دربارهٔ استقراء داشت. این دو اعتقاد در پیروانِ بعدیِ وی نیز باقی‌ماند. اشکالاتِ عمدهٔ این روش‌شناسی به تبعِ این دو گزاره به دو دسته تقسیم می‌گردند:
۱- ساده‌ترینِ این مشکلات جور در نیامدنِ این روش‌شناسی با تاریخِ علم است. براستی مثال‌هایی از تاریخ که استقرا گرایی را تأیید کنند چقدر هستند؟ می‌دانیم که نیوتن موفق شد نظریه‌ای بپردازد (نظریهٔ جهانیِ گرانش) که هر سه قانونِ کپلر و قوانینِ گالیله در موردِ سقوطِ آزاد را هم‌زمان به دست دهد. این کشف به‌علاوه توضیح می‌داد که چرا معقول است فکر کنیم که زمین دورِ خورشید می‌گردد، و ضمناً علتِ جذبِ اشیاء توسطِ زمین و علتِ گردشِ اجرام به دورِ یکدیگر را به یک علتِ واحد کاهش می‌داد. آیا نیوتن قانونِ جهانیِ گرانش را با نگاه به داده‌هایِ تجربی به دست آورد؟ آیا واقعاً خیره شدن به داده‌هایِ تیکو براهه یا قوانینِ کپلر ما را به قانونِ نیوتن می‌رساند؟ دراین‌صورت چرا خودِ کپلر آن را کشف نکرد؟ افسانهٔ عامیانه‌ای که در موردِ نیوتن هست به خوبی توضیح می‌دهد که این‌طور نیست (این که خوردنِ یک سیب به سرِ نیوتن او را به این کشف رساند). به نظر می‌رسد که نظریهٔ نیوتن بر داده‌هایِ تجربی استوار نبود، بلکه او ابتدا نظریه‌اش را داد و سپس به دنبالِ داده‌هایِ تجربی برایِ تأییدِ آن رفت.
پس نظریهٔ فرانسیس بیکن ادعا می‌کند که روشِ کشفِ همهٔ دانشمندان از طریقِ استقراء است، اما تاریخ این امر را تأیید نمی‌کند. مثالِ معروفِ دیگر در این زمینه ککولهٔ شیمی‌دان است. این دانشمند که فکرش مدت‌ها مشغولِ ساختارِ ملکولیِ ماده‌ای شیمیایی به نامِ بنزن بود، و از داده‌هایِ تجربی راه به جایی نمی‌برد، یک روز در خواب توانست ساختارِ شیمیاییِ بنزن را کشف کند! اینشتین نظریهٔ نسبیت (هم خاص و هم عام) را نه بر اساسِ هیچ داده یا آزمایشی بلکه برایِ حلِ برخی مسایلِ صرفاً نظری که سلیقهٔ او را آزار می‌داد اختراع نمود. مثال‌هایی از این دست در تاریخ فراوان اند؛ بنابراین به نظر می‌رسد که باورِ نخستِ استقرا گرایی دچارِ مشکلاتِ تاریخی است.
۲- آیا استقراء روشی موجه و معقول است؟ یکی از بزرگ‌ترین فلاسفه‌ای که نادرستیِ این باور را نشان داد و به گفتهٔ راسل تا مدتی موجبِ بی‌اعتبار شدنِ علم گردید دیوید هیومِ انگلیسی بود.
هیوم از فیلسوفانِ تجربه‌گرا و شاید مهم‌ترینِ ایشان بود. او در کتابِ رساله در بابِ طبیعتِ بشری تجربه‌هایِ حسیِ اولیه را نخستین منشأ هرگونه دانشی دربارهٔ جهان می‌داند و وجود هر دانشی که به‌طورِ پیشینی و خارج از تجربه در ذهن باشد را انکار می‌کند. او با جان لاک هم‌عقیده‌است که ذهن در آغاز لوحِ سفیدی است. هیوم این مسئله را مفصلاً تحلیل می‌کند که تصورات، احساسات و باورهایِ مختلفِ انسان چگونه از حسیاتِ اولیه آغاز گشته و طیِ فرایندهایِ روانی کلیت یافته یا تعمیم می‌یابند. او به ویژه با تحلیلِ دو مفهومِ مهمِ علیت و استقراء تاریخِ فلسفه را تحتِ تأثیرِ خویش قرار داد.
هیوم بر این باور بود که استقراء یک فرایندِ صرفاً روانی است. نه منطقاً و نه به‌طورِ تجربی نمی‌توان استقراء را موجه جلوه داد:
به‌طورِ منطقی: این که تاکنون هر روز خورشید طلوع کرده‌است منطقاً هیچ ارتباطی به این امر ندارد که فردا هم طلوع کند. همان‌طور که یک جوجه ممکن است فکر کند که زنِ مزرعه‌دار هر روز به او غذا می‌دهد، اما بعد از چند سال یک روز زنِ مزرعه‌دار مثلِ هر روز سر برسد با این تفاوت که این بار سرِ جوجه را ببرد. استقراء صرفاً یک فرایندِ روانیِ ناموجه‌است.
به‌طورِ تجربی: شاید ادعا شود که می‌توان استقراء را با تجربه موجه نمود. می‌توانیم بگوییم که دانشمندانِ علومِ طبیعی از استقراء استفاده نموده و می‌نمایند و این کار بسیار برایِ علم مفید بوده‌است، پس استقراء مفید و موجه‌است. اما اگر یک بارِ دیگر این استدلال را تحلیل کنیم می‌بینیم که دچارِ دور است زیرا در خودِ آن از استقراء استفاده شده‌است.
پس دیدیم که استقرا گرایی مشکلاتی دارد. البته واضح است که همواره می‌توان برایِ پاسخ به انتقادها تلاش نمود و نمونه‌هایِ پیشرفته‌تری برایِ نظریه یافت که مشکلاتِ سابق را نداشته باشد. پس از هیوم استقرا گرایی نابود نشد، بلکه نمونه‌هایِ پیشرفته‌تری از آن (بویژه در قرنِ بیستم بتوسطِ پوزیتیویست‌ها) پدید آمدند.

#### ابطال‌گرایی
مشکلاتِ استقراگرایی کارل پوپر فیلسوفِ اتریشی را به سویِ روش‌شناسیِ تازه‌ای هدایت نمود. همان‌طور که در موردِ ککوله و نیوتن دیدیم کشف ممکن است هیچ منطق یا روشی نداشته باشد و کاملاً تصادفی باشد. به‌همین‌دلیل پوپر مقامِ کشف را از مقامِ اثباتِ نظریات جدا نمود. نکته‌ای که پوپر موردِ توجه قرار داد و پیشرفتِ بزرگی محسوب می‌گردد این بود که اگرچه مشاهداتِ جزئی نمی‌توانند گزاره‌هایِ کلی را تأیید کنند، اما می‌توانند آن‌ها را ابطال کنند: از نظرِ پوپر برخلافِ عقیدهٔ استقرا گرایانِ احتمالاتی، دیدنِ هیچ تعدادی کلاغِ سیاه به افزایشِ احتمالِ گزارهٔ «همهٔ کلاغ‌ها سیاه‌اند» نمی‌انجامد، اما دیدنِ یک کلاغِ سفید بلافاصله این گزاره را ابطال می‌کند. این واقعیتِ اساسی می‌تواند ما را به این سمت هدایت کند که ابطال را اساسِ تجربیِ علم قرار دهیم - و نه تأیید را.
پس فرایندِ علم از منظرِ ابطال‌گرایی به این ترتیب است: دانشمند آزاد است که حدس بزند. این حدس لازم نیست که هیچ اساس یا توجیهی داشته باشد - می‌تواند در خواب یا زیرِ درختِ سیب به ذهنِ دانشمند برسد. این حدس در قالبِ یک گزارهٔ کلی مطرح می‌گردد. هیچ تجربه‌ای نمی‌تواند درستیِ این گزاره را اثبات کند، بنابراین اصلاً نباید به دنبال تأییدِ آن برویم. دانشمند وظیفه دارد با تمامِ وجود تلاش کند که حدسِ خویش را ابطال کند. مادامی که این حدس تأیید می‌گردد علم پیشرفتِ بیش‌تری از خودِ این حدس نمی‌کند، بلکه لحظاتِ سرنوشت‌سازِ تاریخِ علم لحظاتی است که این حدس ابطال می‌گردد.
هنگامی که یک حدس ابطال می‌گردد باید چه کاری کرد؟ بر طبقِ آنچه ابطال‌گراییِ خام می‌نامند باید آن را به دور انداخت و حدسِ تازه‌ای زد. اما این کار نه بصرفه‌است و نه به نظر می‌رسد که دانشمندان چنین کاری را انجام دهند. ابطال‌گراییِ پیشرفته‌تر اجازه می‌دهد که حدس‌ها «تصحیح» شوند. اما رویِ این تصحیح‌ها قیدهایی وجود دارد. فرقِ علمِ واقعی از خزعبلات به آن قیود وابسته‌است. فرض کنید گزاره‌ای داریم به‌صورتِ «نان مغذی است». سپس به این مشاهده برمی‌خوریم که در شهری خوردنِ نان موجبِ مرگِ انسان‌ها می‌شود. یک تصحیحِ ممکن این است که: «نان مغذی است، به جز در این شهرِ خاص». این تصحیح از نظرِ پوپر مجاز نیست و یک دانشمندِ واقعی این کار را نمی‌کند.
چگونه می‌توان تصحیحِ مجاز را از غیرِ مجاز تشخیص داد؟ معیارِ این کار چیزی است که پوپر «درجهٔ ابطال‌پذیری» می‌نامد. درجهٔ ابطال‌پذیریِ هر گزاره باید پس از تصحیح بیش‌تر از قبل شود. به بیانِ ساده گزارهٔ تصحیح شده باید به جز موردی که ما را به تصحیحِ آن وادار نمود پیش‌بینی‌هایِ دیگری نیز بدهد.
ابطال‌گرا ابطال‌پذیری را معیارِ معناداریِ گزاره‌هایی که انسان‌ها بر زبان می‌آورند و معیارِ تفکیکِ علم از غیرِ علم می‌داند. گزاره‌هایی مانندِ «هر اتفاقی که می‌افتد قسمت است» یا «روح وجود دارد» هرگز در علم وارد نمی‌شوند زیرا این گزاره‌ها ابطال‌ناپذیراند. هر اتفاقی که در جهان بیفتد معتقد به قسمت یا روح باز هم گزاره‌اش را می‌گوید و دلیلی نمی‌بیند تغییری در آن ایجاد کند.

##### مشکلاتِ ابطال‌گرایی
۱-تزِ دوئم-کواین (Duhem–Quine thesis): دوئم و کواین دو فیلسوفِ علم هستند که مستقل از یکدیگر ملاحظاتی را دربارهٔ ابطالِ نظریاتِ علمی مطرح کردند. این ملاحظات به تزِ دوئم-کواین شهرت دارد اگرچه نگرشِ این دو متفکر بعضاً تفاوت‌هایِ اساسی دارد.
گزارهٔ زیر را در نظر بگیرید: «زمین همهٔ اجسام را به سویِ خود جذب می‌کند». این «واقعیتی» است که همهٔ انسان‌ها از زمانِ یونانِ باستان به آن باور داشته‌اند. این گزاره چگونه می‌تواند ابطال شود؟ فرض کنید پری را رها می‌کنیم و به جایِ آن که به زمین بیفتد به سمتِ بالا شناور می‌شود. آیا گزارهٔ ما ابطال شده‌است؟ اگر گزاره این بود که «هر جسمی را رها کنیم سقوط می‌کند» قطعاً با این مشاهده ابطال می‌گردید، اما گزارهٔ «زمین…» به این ترتیب ابطال نمی‌شود. چرا؟ دلیل‌اش در این مثال ساده‌است زیرا جوابِ مسئله را از قبل می‌دانیم: هوا پر را به بالا می‌برد. حال این مشاهده را تعمیم بدهید. آیا هیچ مشاهده‌ای می‌تواند مستقیماً و بلافاصله گزارهٔ «زمین…» را ابطال کند؟ در واقع از این گزاره به تنهایی هیچ نتیجه مشاهدتی‌ای استخراج نمی‌شود که مشاهدهٔ خلافِ آن بتواند گزاره را ابطال کند. مثالِ دیگری را در نظر می‌گیریم: «حرکتِ سیارات به دورِ خورشید از معادلهٔ گرانشِ عمومیِ نیوتن پیروی می‌کند». پس از مطرح شدنِ معادلهٔ گرانشِ عمومی توسطِ نیوتن موفقیتِ شگفت‌انگیزی در توصیفِ مسیرِ حرکتِ سیارات به دست آمد. بااین‌حال دانشمندان نمی‌توانستند حرکتِ آخرین سیاره‌ای که در آن زمان کشف شده بود، یعنی اورانوس را با این معادلات توضیح دهند. در این وضعیت طبقِ نظرِ پوپر معادلهٔ نیوتن ابطال گردیده و باید تصحیح یا به دور انداخته می‌شد. اما واقعیت این است که دانشمندان این کار را نکردند. آن‌ها حدس زدند که احتمالاً سیارهٔ دیگری نیز وجود دارد که بر حرکتِ اورانوس اثر می‌گذارد. این کار یک تصحیحِ مجاز است زیرا فرضِ پنهانِ محاسباتِ قبلی این بوده‌است که فقط خورشید بر مسیرِ اورانوس مؤثر است. بعدها این سیارهٔ جدید واقعاً کشف شد و نپتون نام گرفت.
این ملاحظات را می‌توان این‌طور جمع‌بندی نمود: در پیش‌بینی‌هایِ علمی تعدادی گزارهٔ کلی وجود دارد که به آن‌ها «قانونِ علمی» می‌گوییم. از این قانون‌ها مستقیماً و بتنهایی مشاهده‌ای استخراج نمی‌شود. برایِ استخراجِ یک نتیجهٔ مشاهدتی نیاز به گزاره‌هایِ دیگری داریم که شرایطِ خاصِ مسئله را به ما بدهند، به این گزاره‌ها «گزاره‌هایِ کمکی» خواهیم گفت. یک مشاهدهٔ ابطال‌گر مجموعهٔ این گزاره‌ها را ابطال می‌کند، و دستِ دانشمند باز است که هر بخش از این مجموعه را ابطال کند.
این که تزِ دوئم-کواین تا چه اندازه برایِ ابطال‌گرایی مشکل‌ساز است می‌تواند بحثِ مفصلی باشد. در برخی موارد این واقعیت که دستِ ما از آنچه پوپر می‌پنداشت بازتر است خیلی فاجعه‌آمیز نیست. گاهی نگاه داشتنِ یک قانونِ کلی و دستکاری کردنِ هزارانِ گزارهٔ کمکی بسیار دشوارتر از صرفِ نظر کردن از قانونِ کلی است. اما وضع همیشه به این سادگی نیست: اگر قانونِ ما بسیاری از موارد را به خوبی توضیح دهد، اما در توضیح مواردِ دیگری دچارِ مشکل شود کدام کار را باید انجام داد؟ دقیقاً چه هنگام وقتِ آن می‌رسد که بگوییم قانونِ ما ابطال شده‌است؟ این دقیقاً اتفاقی است که در اوایلِ قرنِ بیستم افتاد. در آن زمان وضعِ فیزیک به این ترتیب بود:
1. قوانینِ نیوتن که تبدیلاتِ نسبیتیِ گالیله بخشِ مهمی از آن بود برایِ چند قرن تمامِ مشاهداتِ بشر را با دقتِ فوق‌العاده تبیین کرده بود.
2. قوانینِ الکترومغناطیس که در معادلاتِ ماکسول جمع‌بندی می‌شوند تمامِ مشاهداتِ مربوط به پدیده‌هایِ الکترومغناطیسی را با دقتِ فوق‌العاده پوشش داده بود.
3. اگر می‌خواستیم قوانینِ ماکسول از تبدیلاتِ گالیله پیروی کنند ناچار به پذیرشِ وجودِ چیزی به نامِ اترِ جهانی می‌شدیم. سرعتِ نور در اتر برابر با ثابتِ c، اما از نظرِ مشاهده‌گرِ دیگری که حرکت داشته باشد برابر با مقدارِ دیگری خواهد بود.
4. آزمایش‌هایِ متعددِ نورشناسی به‌هیچ‌وجه وجودِ اترِ جهانی و تغییرِ سرعتِ نور را نشان نمی‌دادند.

همان‌طور که می‌بینید دانشمندان با وضعیتِ پیچیده‌ای روبرو بودند. کدام قسمت از نظریه‌هایِ بالا باید ابطال می‌شدند؟ تبدیلاتِ گالیله؟ معادلاتِ ماکسول؟ نظریهٔ نورشناسی؟ هر سه نظریهٔ مذکور غول‌هایِ علمِ فیزیک بودند و ابطالِ هر کدام از آن‌ها هزینهٔ سنگینی دربرداشت. پوانکاره و لورنتس، و به دنبالِ ایشان اینشتین تصمیم به ابطالِ تبدیلاتِ گالیله، یعنی یکی از هسته‌هایِ اصلیِ مکانیکِ نیوتنی گرفتند، که در نتیجهٔ آن نظریهٔ نسبیت پدید آمد (امروزه عوام این نظریه را منحصراً به نامِ اینشتین می‌شناسند، اما دو فیزیک‌دانِ نامبرده نیز سهمِ اساسی در آن داشتند).
از این‌ها گذشته این زنجیرهٔ گزاره‌هایِ به‌هم‌پیوسته‌ای که از مجموع‌شان نتایجِ مشاهدتی بیرون می‌آید تا کجا ادامه دارد؟ آیا این‌طور نیست که در واقع تمامِ بدنهٔ یک نظریه زنجیره‌هایِ به‌هم‌پیوسته‌است و تأیید یا ابطالِ هیچ قسمتِ آن به‌طورِ مجزا امکان‌پذیر نیست؟ در واقع دوئم و کواین به همین امر معتقد بودند. به این طرزِ فکر «کل‌گراییِ تأییدی» (confirmational holism) گفته می‌شود. تفکرِ کواین از این منظر افراطی‌تر است زیرا حتی قوانینِ منطق را نیز بخشی از محتوایِ ابطال‌پذیرِ نظریه‌ها می‌داند.
۲-تاریخِ علم
در سالِ ۱۹۶۲ توماس کوهن، فیزیک‌دان و فیلسوفِ مشهورِ علم در کتابِ خود به نامِ ساختارِ انقلاب‌هایِ علمی با ارایهٔ شواهدِ دقیق و مفصل از تاریخِ علم نشان داد که دانشمندان نه می‌توانند از پوزیتیویسم پیروی کنند و نه از ابطال‌گرایی. استدلالِ کوهن از این ادعا آغاز می‌شود که دانشمندان در طولِ تاریخ هرگز پوزیتیویست یا ابطال‌گرا نبوده‌اند، و سپس به اوجِ خود یعنی این ادعا می‌رسد که این کار اساساً غیرِممکن است. در تمامِ طولِ کتاب، شواهدِ موشکافانهٔ تاریخِ علمی نقشِ اساسی بازی می‌کنند. به‌همین‌دلیل کوهن را پایه‌گذارِ چرخشی در فلسفهٔ علم می‌دانند که بر اساسِ آن توجه از مبانیِ صرفِ منطقی و فلسفیِ علم به واقعیتِ تاریخیِ علم کشیده شد. بعدها برخی فیلسوفان کارهایِ پوزیتیویست‌ها و ابطال‌گرایان را «فلسفه در مبلِ راحتی» (armchair philosophy) نامیدند.

#### فلسفهٔ علمِ کوهن
نخستین مشاهده‌ای که می‌توان به آن پرداخت در واقع نوعی پیش‌بردِ تزِ دوئم-کواین است. دوئم و کواین نشان دادند که یک گزارهٔ تنها به دلایلِ منطقی با یک مشاهده ابطال نمی‌شود. کوهن نشان داد که دانشمندان به دلایلِ روانی حاضر به ابطالِ نظریه نیستند. در موردِ تزِ دوئم-کواین موردِ اورانوس را مثال زدیم. در این‌جا جالب است که عطارد را مطرح کنیم: از نخستین تلاش‌ها برایِ اعمالِ نظریهٔ نیوتن بر مدارِ حرکتِ عطارد این امر آشکار شده بود که مسیرِ حرکتِ این سیاره با این نظریه سازگار نیست. فیزیکدانان قرن‌ها این واقعیت را می‌دانستند اما حاضر به ابطالِ نطریه‌شان نبودند. این امر ناشی از این است که فیزیکدانان یک چارچوبِ فکری را برایِ خویش برگزیده بودند که شاملِ برخی بخش‌هایِ محوری و برخی بخش‌هایِ حاشیه‌ای می‌گردید. دانشمندان توافق می‌کنند که هرگز بخش‌هایِ محوریِ نظریه را ابطال نکنند. در عوض در مواجهه با یک موردِ مبطل سعی خواهند کرد گزاره‌هایی حاشیه‌ای به نظریه اضافه کنند که معضل برطرف گردد. اما اگر در این کار موفق نشوند وضع را همان‌طور که هست رها می‌کنند، به امیدِ آن که روزی راهِ‌حلی پیدا شود. به‌هرحال قسمت‌هایِ اصلیِ این چارچوبِ سختِ نظری حفظ می‌شوند. کوهن این چارچوب را «پارادایم» نامید. تأثیرِ کوهن در نشان دادنِ این امر است که اساساً بدونِ وجودِ پارادایم کارِ علمی امکان‌پذیر نیست. دانشمندان باید برخی از اعتقاداتِ خویش را ابطال‌ناپذیر نگاه دارند تا بتوانند وظیفهٔ خود را هنگامِ مواجهه با یک موردِ مبطل بشناسند و دچارِ بی‌قاعدگی نشوند. به‌هرحال این کار آن‌طور که تاکنون تصور شده بود منطقی و عقلانی نیست، زیرا این که چه موقع هنگامِ دست کشیدن از پارادایم و روی آوردن به یک پارادایمِ دیگر است معیاری ندارد. (بعدها لاکاتوش تلاش کرد مدلی از فعالیتِ علمی بسازد که هم با مشاهداتِ کوهن و هم با عقلانیتِ انتقادیِ پوپری سازگار باشد)
دوره‌ای که طیِ آن پارادایم حفظ می‌شود و فعالیتِ علمی به تلاش برایِ ابطال نکردنِ پارادایم محدود است دورهٔ «علمِ عادی» نامیده می‌شود. در این دوره دانشمندان نگرشِ همگرا دارند، یعنی تلاش می‌کنند طیِ یک فرایندِ «حلِ پازل» (puzzle solving)، باورهایِ رایج را تا حدِ امکان نگاه دارند و با تغییراتِ جزئی مواردی که از دایرهٔ تبیین‌شان بیرون افتاده‌است را پوشش دهند. به‌علاوه در این دوره سعی می‌شود پیش‌بینی‌هایِ پارادایم، هم به لحاظِ کمی و هم به لحاظِ کیفی، بهبود یابند. این کار از این جهت نیز به حلِ پازل شبیه‌است که وقتی شما بخشی از پازل را به طرزِ رضایت‌بخشی چیده‌اید حاضر نیستید به خاطرِ جور نشدنِ یک قطعه همهٔ پازلِ نیمه‌کاره را خراب کنید. شما تمامِ تلاش‌تان را خواهید نمود تا این باور را حفظ کنید که «تا این‌جا درست چیده‌ام». اگر بنا بود به خاطرِ هر قطعهٔ مفقوده تمامِ پازل را یک بارِ دیگر از نو بازبینی کنید تکمیلِ پازل عملاً ناممکن می‌شد. به‌همین‌دلیل نگرشِ همگرا برایِ کارِ پژوهشی ضروری و حیاتی است.
اما روزی می‌رسد که مورد یا مواردی پدید می‌آیند که گرچه پارادایمِ رایج آن‌ها را جزوِ مشاهداتِ مهم دسته‌بندی می‌کند اما قادر به تبیینِ آن‌ها نیست. یا این که تعدادِ مواردِ ناهنجار آن‌قدر زیاد می‌شود که تحملِ وضعِ موجود دشوار می‌گردد. دانشمندان شروع می‌کنند به ارایهٔ تعبیر و تفسیرهایِ مختلف از پارادایمی که تاکنون موردِ توافقِ ایشان بود. این کار به هرج و مرجی می‌انجامد که نامِ دورهٔ «بحران» را به آن می‌دهند. پرسش این است: بحران دقیقاً چه موقع فرا می‌رسد؟ واضح است که یک موردِ مبطل بحران نیست. دو مورد، سه مورد، یا چند مورد کافی است تا بحران پدید آید؟ به‌علاوه به نظر می‌رسد گاه تعدادِ اندکی از موارد برایِ آن که دانشمندان از پارادایمِ رایج ناراضی شوند کفایت می‌کند. این از آن جهت است که خودِ پارادایمِ رایج به برخی مشاهدات ارزشِ بسیاری می‌دهد. کوهن معتقد است که این یک امرِ منطقی نیست، بلکه پیروِ قواعدِ روان‌شناسی است.
اتفاقاً پارادایمی در روان‌شناسی وجود دارد به نامِ روان‌شناسیِ گشتالت که تشابهِ جالبی با اندیشه‌هایِ کوهن در موردِ علم نشان می‌دهد. به‌همین‌دلیل کوهن از نظریاتِ روان‌شناسیِ گشتالت در کارِ خویش بسیار بهره برد. طبقِ این نگرش هر نظریه دارایِ جهان‌بینیِ عامی است که همه چیز را در قالبِ آن می‌بیند و بنابراین مشاهده مستقل از باورهایِ مشاهده‌گر نیست. در نتیجه علم نیز حقیقتِ مطلقی نیست و نسبی است. به‌همین دلیل به کوهن و همفکرانِ وی نسبی‌نگر نیز گفته می‌شود.
البته پذیرشِ این که علم به هیچ‌وجه یک فرایندِ عقلانی نیست و صرفاً برساخته‌ای روانی یا جامعه‌شناختی است چندان مقبول نیست. به همین دلیل، با وجودِ تأثیراتِ فراوانِ کوهن و همفکرانِ او مانندِ فایرابند و مکتبِ ادینبورو، بسیاری از فلاسفهٔ علمِ امروزی هستند که با این اندیشه‌ها همدل نیستند، بسیاری از ایشان نیز به آن انتقاد کرده و در صددِ پاسخ برآمده‌اند. خودِ کوهن نیز در دورهٔ متأخرِ کارِ خویش تلاش می‌کرد راه‌حلی برایِ نسبی‌نگری پیدا کند. به‌هرحال کوهن تصمیم داشت نشان دهد که اگر فلاسفه به جایِ نشستنِ رویِ صندلیِ راحتی بیش‌تر به تاریخِ علم توجه کنند خواهند دانست که ارایه‌یِ یک روش‌شناسی به آن راحتی که تصور می‌شد هم نیست، و به نظر می‌رسد که وی در این کار به قدرِ کافی موفق بوده‌است.

#### لاکاتوش
لاکاتوش یکی از متفکرانی بود که تلاش کرد مشاهداتِ کوهن از تاریخِ علم را با نوعی روش‌شناسیِ عقلانی سازگار کند که دچارِ نسبی‌نگری نباشد. البته بسیاری مانندِ فایرابند وی را در این کار ناموفق دانسته‌اند.

### فلسفه دیوید هیوم
دیوید هیوم بی تردید مهم‌ترین فیلسوف تجربه گراست. او با دیدگاه لاک موافق بود که ما شناخت را فقط از طریق تجربه کسب می‌کنیم؛ ولی به این نکته پی برد که تنها با بکارگیری این اصل نمی‌توان به شناختی توأم با قطعیت دست یافت. از نظر هیوم بزرگ‌ترین معضل شناخت تجربی این است که روی دادن هر اتفاقی از پی اتفاق دیگر لزوماً نمی‌تواند روابط علت و معمولی را اثبات کند. اما این تصور که چیزی علت چیز دیگریست بنیان هر شناختی برای ادراک جهان است. روابط علی به ما کمک می‌کند که جهان را به گونه‌ای نظام مند درک کنیم تا به صورت رویدادهایی مجزا و از هم گسیخته.
هیوم این بحث را پیش کشید که روابط قابل مشاهدهٔ علی چیزی نیستند جز اتصال دائم رویدادهایی که به سادگی از پی هم می‌آیند. فرض ما این است یک توپ بیلیارد بر اثر برخورد توپی دیگر به حرکت در می‌آید، چون تجربه ما همواره چنین بوده‌است. اما وقتی ساعتی که عقب است به نسبت ساعتی که درست کار می‌کند با تأخیر زنگ می‌زند، آن را بر اساس روابط علت و معمولی تبیین نمی‌کنیم. چون می‌دانیم این یک مورد متفاوت است؛ ولی بر برپایه چه استدلالی این‌گونه فکر می‌کنیم؟
زیر سؤال بردن علیت توسط هیوم علاوه بر دین، جهان فلسفه و علم را نیز با چالش‌های عظیمی مواجه می‌کند که پذیرش آن برای خیلی‌ها دشوار است. با این حال ایرادات و شبهات وی به گونه‌ای است که راسل اعتقاد داشت در فلسفه هنوز از هیوم جلوتر نرفته‌ایم و کسی نتوانسته پاسخی قانع‌کننده به ایرادات او بدهد. پیش از راسل، نیچه هم چنین باوری داشت و خواندن یک صفحه از هیوم را ارزشمند تر از کل فلسفه هگل می‌دانست. در سدهٔ بیستم بزرگان فلسفه علم مانند پوپر و کوهن هریک به نوبه خود از هیوم تأثیر پذیرفتند. در حوزهٔ فیزیک کوانتوم نیز قانون علیت نقض شد. همه این‌ها نشان می‌دهد فلسفه هیوم را همچنان باید جدی گرفت.

### واقع گرایی و ضدِ واقع‌گرایی
گروهِ دیگری از فلاسفهٔ علم که هم به اندیشه‌هایِ پوزیتیویستی و هم نسبی‌نگر انتقاد داشتند رئالیست‌ها یا واقع گرایان یا راستین‌گرایان بودند. به‌طورکلی، در بحث‌های مربوط به واقع گرایی، مباحثِ مربوط به روش‌شناسی (که در بخشِ قبل بررسی گردید)، مستقیماً موضوعیت ندارند، هرچند که بی‌ربط هم نیستند. واقع‌گرایانِ علمی بیش از آن که بخواهند بدانند علم با چه روشی به بررسیِ طبیعت می‌پردازد، می‌خواهند بدانند که نظریه‌هایِ علمی تا چه اندازه حقیقتِ جهانِ خارج را بیان می‌کنند. واقع گراها معتقدند که هدف علم عرضهٔ شرحی درست و دقیق دربارهٔ جهان است. اما ضد واقع گراها معتقدند که هدف علم عرضهٔ شرحی درست دربارهٔ بخش خاصی از جهان یعنی بخش مشاهده پذیر آن است. به نظر ضد واقع گراها در مواردی که مدعیات علمی به بخش مشاهده‌ناپذیر جهان مربوط می‌شوند دیگر صدق و کذب آن‌ها محلی از اعراب ندارد.